# Мала Рублівка
Мала́ Рублі́вка — село в Україні, у Великорублівській сільській громаді Полтавського району Полтавської області. Населення становить 339 осіб. До 2020 орган місцевого самоврядування — Великорублівська сільська рада.

## Географія
Село Мала Рублівка знаходиться на правому березі річки Мерла, вище за течією на відстані 3 км розташоване село Мар'їне, нижче за течією примикає село Дем'янівка, на протилежному березі - село Велика Рублівка. До села примикає лісовий масив. Через село проходить автомобільна дорога Т 1707.

## Історія
У 1658 р. Рублівка вперше згадується у документах як сотенне містечко Охтирського полку, яке піддалося нападу татар. Варто зауважити, що у документах слобода Рублівка фігурує як Мала (першозаселена частина поселення) і Велика (молодша частина поселення).Велика Рублівка.
12 червня 2020 року, відповідно до розпорядження Кабінету Міністрів України № 721-р «Про визначення адміністративних центрів та затвердження територій територіальних громад Полтавської області», село увійшло до складу Великорублівської сільської громади.
19 липня 2020 року, в результаті адміністративно - територіальної реформи та ліквідації  Котелевського району, село увійшло до складу новоутвореного Полтавського району.

## Населення

### Мова
Розподіл населення за рідною мовою за даними перепису 2001 року:
| Мова       | Кількість | Відсоток |
| ---------- | --------- | -------- |
| українська | 331       | 97.64%   |
| російська  | 8         | 2.36%    |
| Усього     | 339       | 100%     |

## Економіка
- Молочно-товарна ферма.
- ПП «Ковпаківець».
- ТОВ ім. Ковпака.

## Об'єкти соціальної сфери
- Школа І-ІІ ст.
- Будинок культури.

## Розрита могила
Біля села знаходиться могильник Розрита могила, XII-IX ст. до н.е., бондарихинська культура; VII-IV ст. до н.е., скіфський час; XIV - XVII століття